# Arènes d'Orthez
Les arènes d'Orthez,  dont la première construction remonte à 1927, sont les arènes municipales de la commune d'Orthez située dans le département français des Pyrénées-Atlantiques, dans la région Nouvelle-Aquitaine. Elles portent aussi le nom d'arènes du Pesqué. Elles peuvent contenir 4 000 personnes selon l'étude de Jean-Baptiste Maudet, 3 300 selon les chiffres donnés sur le site Torofiesta.

## Présentation
Ce sont des arènes municipales fixes, construites en béton, remaniées plusieurs fois depuis leur première inauguration en 1927. Elle tiennent lieu à la fois d'arènes et de stade. Ce sont des arènes circulaires à la mode espagnole, avec une tribune couverte au quart de cercle, ou leur entrée. Elles comptent cinquante années de tradition locale ininterrompue.

## Tauromachie
Les arènes accueillent à la fois les courses landaises, et les corridas espagnoles formelles dans la proportion de onze courses landaises pour trois corridas espagnoles. La feria se déroule à la fin juillet. Une novillada est programmée chaque année, également en avril.
 
Les arènes sont aussi ouvertes à des concerts.
La ville d'Orthez fait partie de l'Union des villes taurines françaises.
Pour les corridas 2013 du 28 juillet, les matadors Fernando Robleño, Morenito de Aranda et Oliva Soto se sont produits.